# Graseck (Kreuth)
Das Graseck ist ein Gratabsatz in einem Kamm auf der Nordseite der Blauberge. Dieser beginnt mit den Doppelgipfeln Gernbergkopf und Hoher Gernberg bei Kreuth und führt über Graseck und Graseckwand schließlich zum Schildenstein.
Über das Graseck verläuft ein Steig über Gaißalm und Königsalm zum Schildenstein.